# 淡腹隐蜂鸟
淡腹隐蜂鸟（学名：Phaethornis anthophilus），在生物分类学上是蜂鸟科隐蜂鸟亚科中的一个种。
淡腹隐蜂鸟体重约5.9克，翼长约57.2毫米，嘴峰长约36.4毫米，喙宽度约2.3毫米，喙厚度约2.3毫米，跗蹠长约4.7毫米，尾长约62.9毫米。淡腹隐蜂鸟在其分布区内为留鸟，其栖息在密集的高大树木组成的森林中，食性为草食性，主要食物来源是植物的花蜜。

## 亚种
- ：分布于珍珠群岛（巴拿马湾）。
- ：分布于巴拿马中部至哥伦比亚和委内瑞拉北部。[4]